# Stuart Addis
Staurt Addis (Lisburn, 5 luglio 1979) è un allenatore di calcio ed ex calciatore nordirlandese, di ruolo portiere.

## Palmarès

### Club

#### Competizioni nazionali
- Campionato nordirlandese: 3

Linfield: 2009-2010, 2010-2011, 2011-2012
- Irish Cup: 5

Glentoran: 1995-1996, 1997-1998
Linfield: 2009-2010, 2010-2011, 2011-2012
- County Antrim Shield: 1

Linfield: 2013-2014